# 米哈爾·戈列涅夫斯基
米哈爾·弗朗西謝克·戈列涅夫斯基，又名「狙擊手」和「拉維尼婭」（1922年8月16日—1993年7月12日），是波蘭人民共和國公安部軍官，軍事反情報GZI WP的副局長，後來擔任波蘭情報技術和科學部門的負責人，在1950年代是蘇聯政府的間諜。
1959年，他成為「三重間諜」，向中央情報局提供波蘭和蘇聯的機密，直接揭露了喬治·布萊克和哈里·霍頓。1961年，戈列涅夫斯基叛逃到美國。
他後來毫無根據地聲稱自己是俄羅斯皇儲阿列克謝·尼古拉耶維奇。

## 另見
- 理查德·库克林斯基
- 羅穆爾德·斯帕索夫斯基（英语：Romuald Spasowski）
- 約瑟夫·希維亞特羅（英语：Józef Światło）
- 羅曼諾夫冒名頂替者（英语：Romanov impostors）
- 東歐集團叛逃者名單（英语：List of Eastern Bloc defectors）